# Tanapag
Le tanapag est une langue micronésienne parlée à Saipan, dans les îles Mariannes du Nord, par 10 locuteurs (2011).
Elle est également appelée carolinien du Nord (pour la distinguer du sud-carolinien) ou encore tallabwog. Elle est proche du namonuito parlé à Namonuito. Elle est concurrencée par l'anglais et le chamorro.